# Coucoucache
Coucoucache 24A est une réserve des Attikameks, au Québec (Canada), enclavée dans le territoire de La Tuque dans la région administrative de la Mauricie. Elle est administrée par la communauté atikamekw de Wemotaci.

## Histoire
En 1806, l'explorateur Jean-Baptiste Perrault rapporte sur "la petite rivière Kôukôukache qui coule par une montagne rocheuse où il y a 11 portages pour se rendre à Grand Kôukôukache". Ce nom vient du mot kôkôkachi, ce qui signifie "hibou". Il était aussi le nom de l'ancien lac Coucoucache, où la Compagnie de la Baie d'Hudson avait maintenu un poste de traite, appelé Coocoocache, lequel a été exploité depuis au moins 1823 (fermé vers 1913). Le lac Coucoucache qui faisait partie d'une chaîne de lacs sur la rivière Saint-Maurice, qui a peut-être été nommé d'après une petite montagne ayant la forme d'un hibou, qui était située à l'extrémité est du lac. Une légende amérindienne rapporte qu'un combat a eu lieu à ce lac entre les Atikamekw et les Iroquois. Au cri de ralliement, imitant le cri de la chouette, les Atikamekw ont surgi soudainement sur les Iroquois et les ont massacrés.

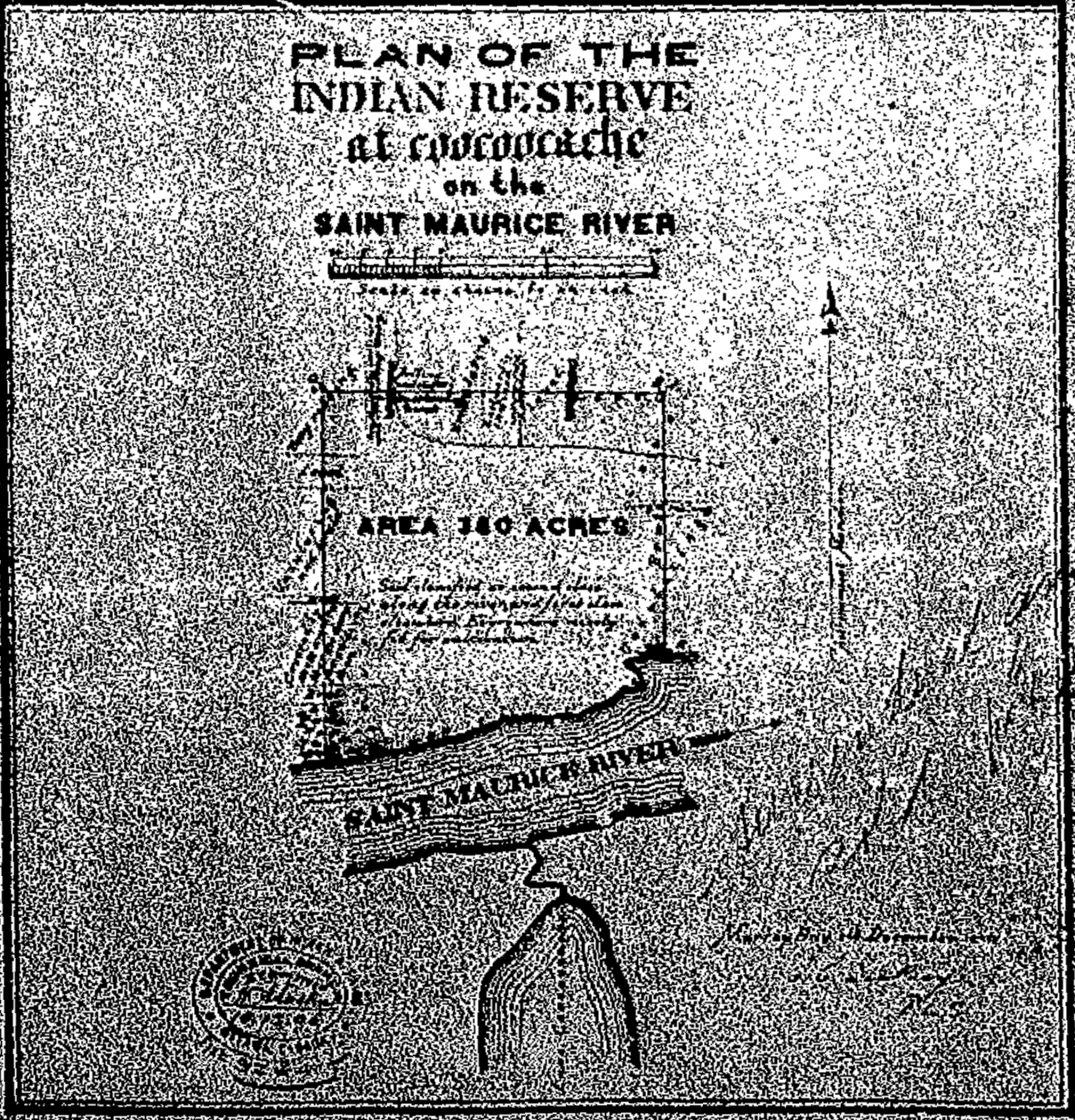
Plan de la réserve prévue à Coucoucache en 1895

En 1851, le gouvernement a promulgué l'attribution de 230 000 acres de terrain pour constituer une réserve à l'usage et au profit des tribus indiennes résidant dans le Bas-Canada. Deux ans plus tard, ces terres ont été réparties entre les Atikamekw, Algonquins, Abénaquis, par John Rolph, commissaire des terres de la Couronne. Le 9 août 1853, les réserves, y compris Coucoucache, ont été approuvés par le gouverneur général en conseil. En 1895, la réserve originale Coucoucache a été arpentée et couvert 380 acre (1,5 km2).
En 1932, le barrage de Rapide-Blanc a été construit, conduisant à la formation du réservoir Blanc qui ont inondé le lac Coucoucache et la réserve. La nouvelle réserve Coucoucache située sur la rive nord du réservoir a remplacé l'ancien, mais était seulement 12 acre (0,05 km2) dans la taille. Pour la perte de terres, la Shawinigan Water & Power Company a défrayé au gouvernement du Canada le montant de 380$,.

## Historique foncier
- 1851-08-30 : Loi de 1851, consistant à la mise à part de terres n’excédant pas 93 080 hectares (230 000 acres) pour l’usage des Indiens.
- 1853-08-09 : Arrêté en conseil, répartition des terres mises à part par la Loi de 1851 sur les terres de La Tuque - Superficie approximative : 5 666 hectares (14 000 acres).
- 1867-07-01 : Loi de 1867, compétence du gouvernement du Canada sur les Indiens et sur les terres réservées pour les Indiens.
- 1895-12-05 : Arpentage des terres pour la réserve de Coucoucache, Canton de Cloutier, Partie non divisée - Superficie : 153,78 hectares (380 acres).
- 1925-12-31 : Loi de 1925, réservation de terres n’excédant pas 133 550 hectares (330 000 acres) au bénéfice des Indiens par le transfert de l’usufruit.
- 1931-10-27 : Arpentage des terres pour la nouvelle réserve de Coucoucache, Canton de Cloutier, Partie non divisée d'une superficie de 4,85 hectares (12 acres).
- 1932-01-16 : Arrêté en conseil 93, transfert de régie et d’administration du gouvernement du Québec au gouvernement du Canada. Canton de Cloutier, Partie non divisée. Superficie : 4,85 hectares (12 acres).
- 1937-12-01 : Arrêté en conseil 2984, acceptation du transfert (1932) par le gouvernement du Canada. Rétrocession au gouvernement du Québec de la réserve de Coucoucache (1851) en vertu de la Loi sur les Indiens (S.R.C. 1927, chap. 98, art. 48).

Situation actuelle:
- Canton de Cloutier, Partie non divisée, terrain acquis en vertu de la Loi de 1925. Transfert de régie et d’administration du gouvernement du Québec au gouvernement du Canada par l’arrêté en conseil 93 (1932-01-16). Superficie: 4,85 hectares (12 acres)[4].

## Démographie
| 1991 | 1996 | 2001 | 2006 | 2011 | 2016 |
| ---- | ---- | ---- | ---- | ---- | ---- |
| 0    | 0    | 0    | 0    | 0    | 0    |